# Lucie Kipele Aki Azwa
Lucie Kipele Aki Azwa est une femme politique de la République démocratique du Congo. Elle est ministre du Genre, de la Famille et des Enfants dans le gouvernement Matata II de septembre 2015 à décembre 2016.